# 格吕讷瓦尔德
格吕讷瓦尔德（德語：Grünewald）是德国勃兰登堡州的市镇，隶属于上施普雷瓦尔德-劳西茨县，总面积为13.45平方千米，截至2023年12月31日总人口为506人。